# Giorgio Sterchele
Giorgio Sterchele, detto Gino (Schio, 8 gennaio 1970), è un allenatore di calcio ed ex calciatore italiano, di ruolo portiere.

## Carriera

### Giocatore
Soprannominato "Supergino", si è messo in luce fin da giovane nella squadra della sua provincia, il Vicenza, con il quale ha esordito in Serie C1 diventando titolare nel 1991.
Con la squadra biancorossa conquista prima la promozione in Serie B nel 1993 e quindi, dopo due anni, quella in massima divisione con Francesco Guidolin in panchina.
Conteso da alcune grandi squadre, nell'estate del 1995 è un giovane portiere emergente che finisce alla Roma. Con i giallorossi fa il secondo per una stagione, esordendo in Serie A il 2 marzo 1996, quindi diventa titolare per la prima metà della stagione 1996-97, che conclude però al Cagliari.
Passa a settembre 1997 al Bologna, in sostituzione di Francesco Antonioli infortunatosi per tutta la stagione, non riuscendo però a meritare la fiducia per la riconferma torna alla Roma, disputando il girone di ritorno 1998-99 fra le file della Ternana.
Dopo una stagione senza alcuna presenza, divisa fra Roma e Perugia, torna a Vicenza nella stagione 2000-01. Titolare per alcune stagioni, si alterna per un periodo con altri portieri fino a riconquistare nel 2005-06 la maglia di numero 1, diventando il portiere biancorosso più presente nella storia, con un totale di 285 partite al termine della stagione: durante la stagione 2005-2006 ha quindi superato Domenico Di Carlo al quarto posto nella graduatoria dei biancorossi con più presenze di tutti i tempi.
Resta in biancorosso anche nel 2006-2007 ma fa da secondo prima a Matteo Guardalben e, in seguito ad un grave infortunio di quest'ultimo, ad Adriano Zancopè. A fine stagione il Vicenza non gli rinnova il contratto e decide di terminare la sua carriera.

### Allenatore
Dal luglio 2008 collabora con una neonata scuola calcio in provincia di Vicenza (Zanè - Sarcedo) con il compito di curare gli aspetti tecnici dei giovani portieri. A metà stagione viene promosso allenatore della prima squadra e confermato per la stagione successiva, malgrado la retrocessione della squadra.
Tuttavia nel mese di novembre 2009 è costretto a lasciare l'incarico a causa di problemi di salute ad una gamba.
Nella stagione 2009-2010, Lamberto Zauli, suo compagno di squadra ai tempi del Vicenza, lo chiama al Bellaria Igea Marina. Il 18 giugno 2011 invece diventa il nuovo preparatore dei portieri del Padova di Alessandro Dal Canto. Il 14 giugno 2012, con il cambio della guida tecnica del Calcio Padova, viene sostituito da Paolo De Toffol.
Il 15 luglio 2013 diventa il nuovo preparatore dei portieri dell'Unione Venezia.
Per la stagione 2017-2018 viene nominato preparatore dei portieri della formazione Beretti del L.R. Vicenza.
Dopo un biennio trascorso come preparatore dei portieri all'Este, militante in Serie D, per la stagione 20-21 passa allo Schio, neopromossa in Eccellenza, in qualità di vice allenatore.